# Bangana pierrei
Bangana pierrei är en fiskart som först beskrevs av Sauvage, 1880.  Bangana pierrei ingår i släktet Bangana och familjen karpfiskar. IUCN kategoriserar arten globalt som sårbar. Inga underarter finns listade.